# Konradsbergshallen

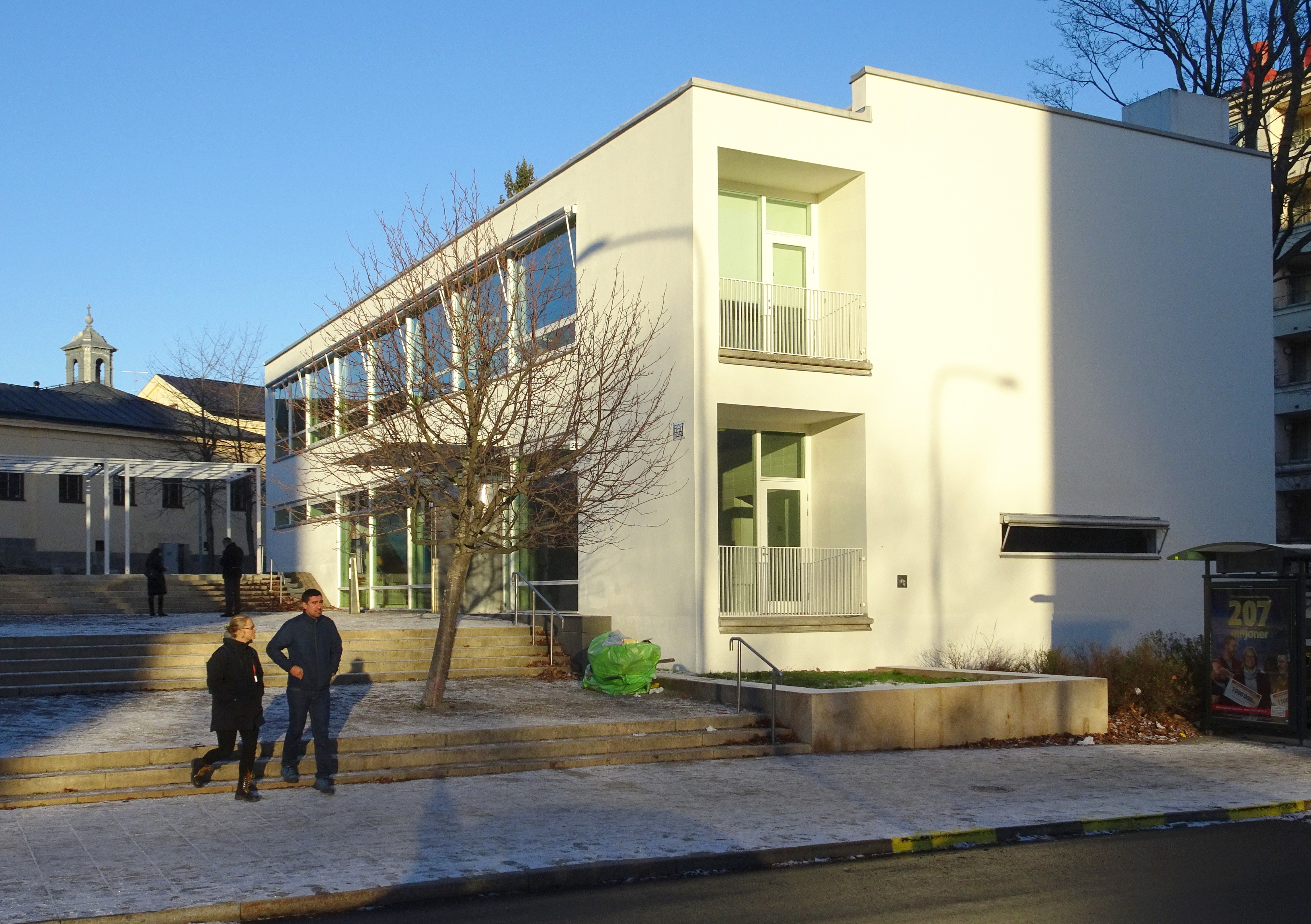
Konradsbergs idrottshall, entrébyggnad.

Konradsbergshallen (även Konradsbergs idrottshall) är en idrottsanläggning på Campus Konradsberg vid Konradsbergsgatan 2 på Kungsholmen i Stockholm. 

## Beskrivning
Anläggningen ritades 1999 av Bjurström & Brodin arkitektkontor för Akademiska hus och var avsedd som rörelsecentrum för Lärarhögskolan i Stockholm. När Lärarhögskolan lades ner 2008 övergick anläggningen i Stockholms kommuns ägo.
Det mesta av Konradsbergs idrottshall är förlagd under jord. Ovan jord finns två entrébyggnader, en rektangulär som innehåller fyra mindre idrottssalar av varierande storlek samt en cirkulär byggnad som är själva huvudentrén med en mindre motionssal i övervåningen. Den största idrottshallen mäter 17 x 36 meter och är insprängt i berget cirka 20 meter ner. Vid ena gaveln är berget synligt. I Konradsbergshallen bedrivs bland annat Capoeira, basket, handboll, budo och skolidrott för eleverna på Campus Konradsberg.

## Bilder

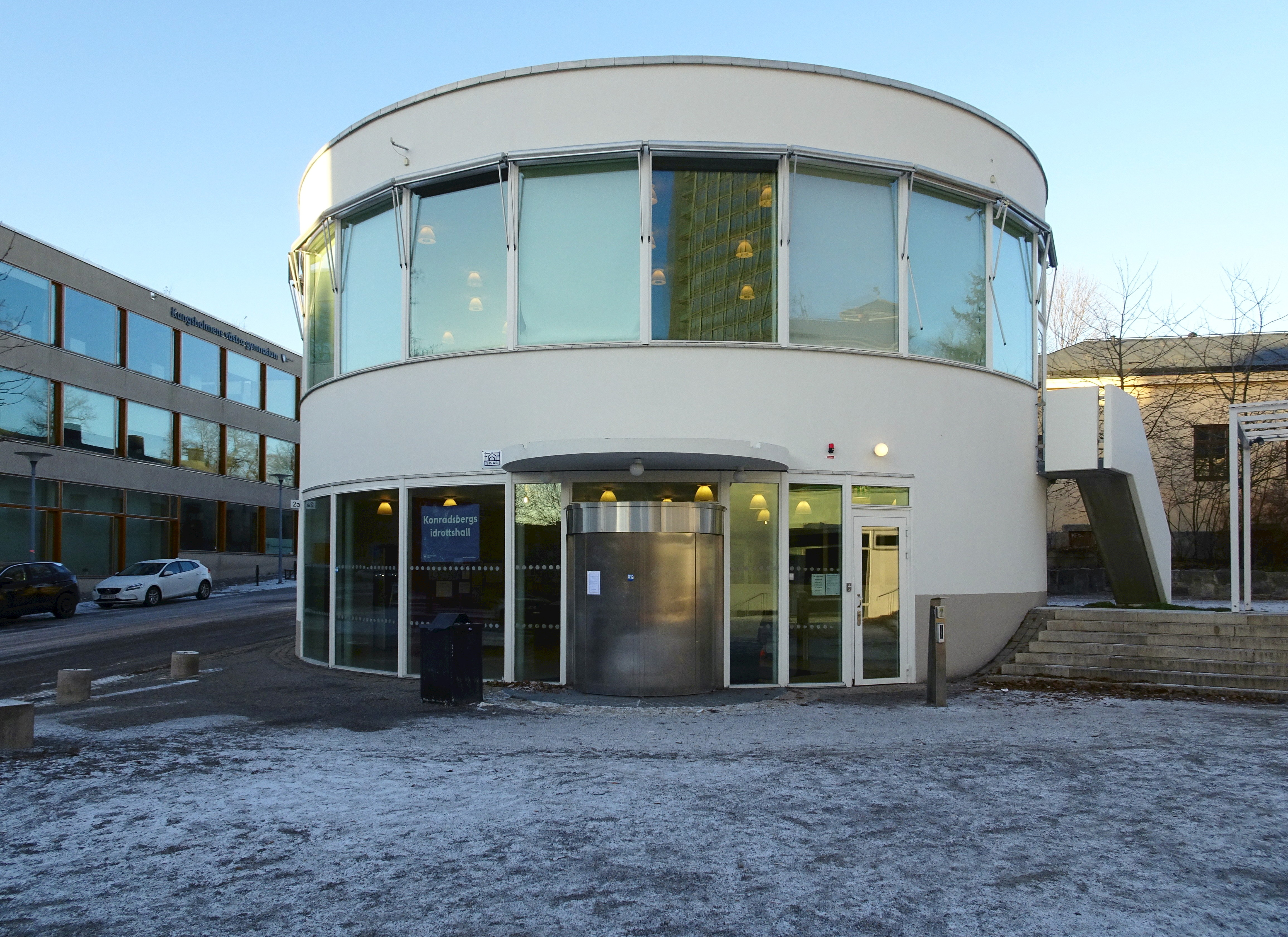
Entrébyggnad
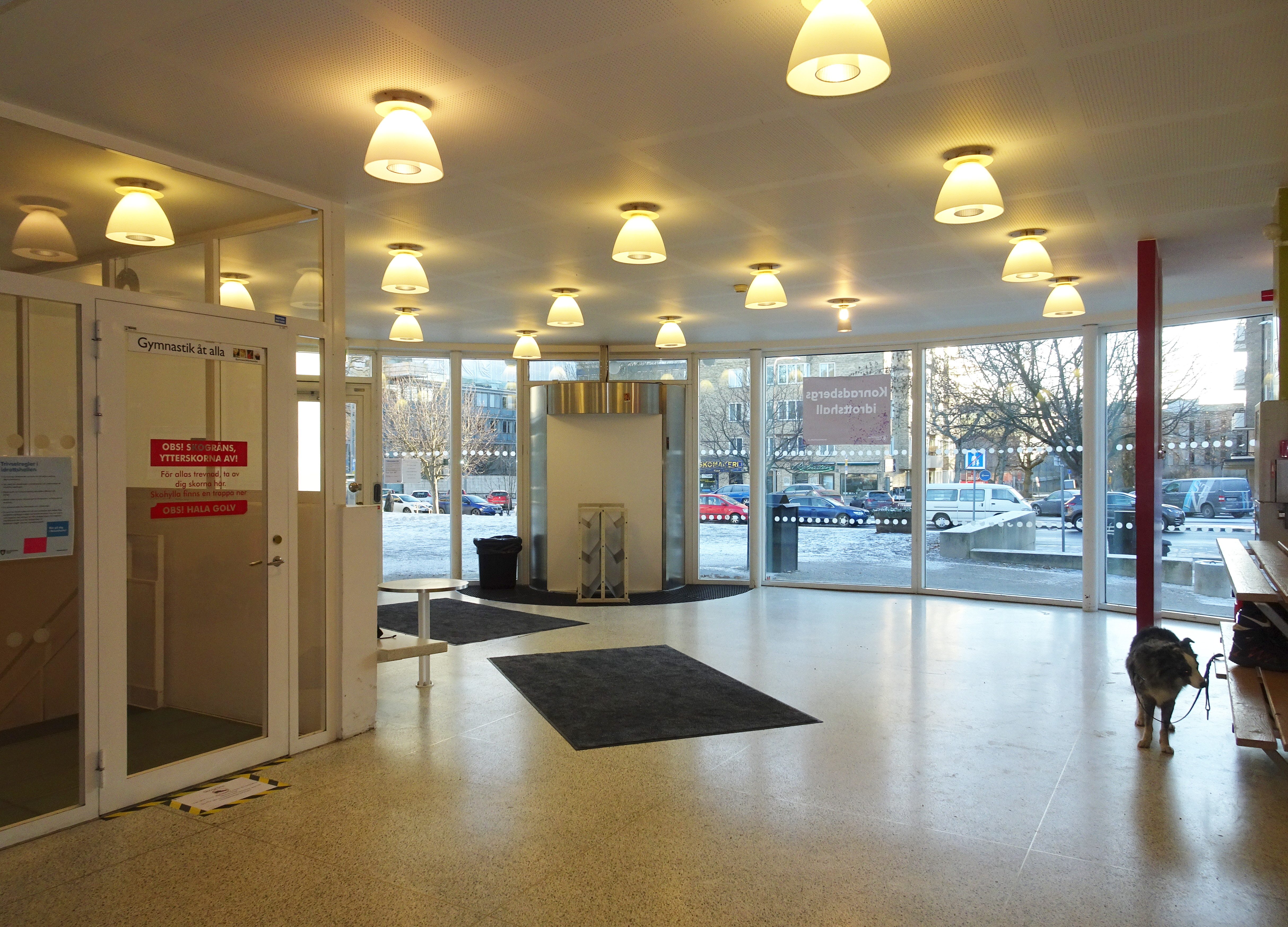
Entréhallen
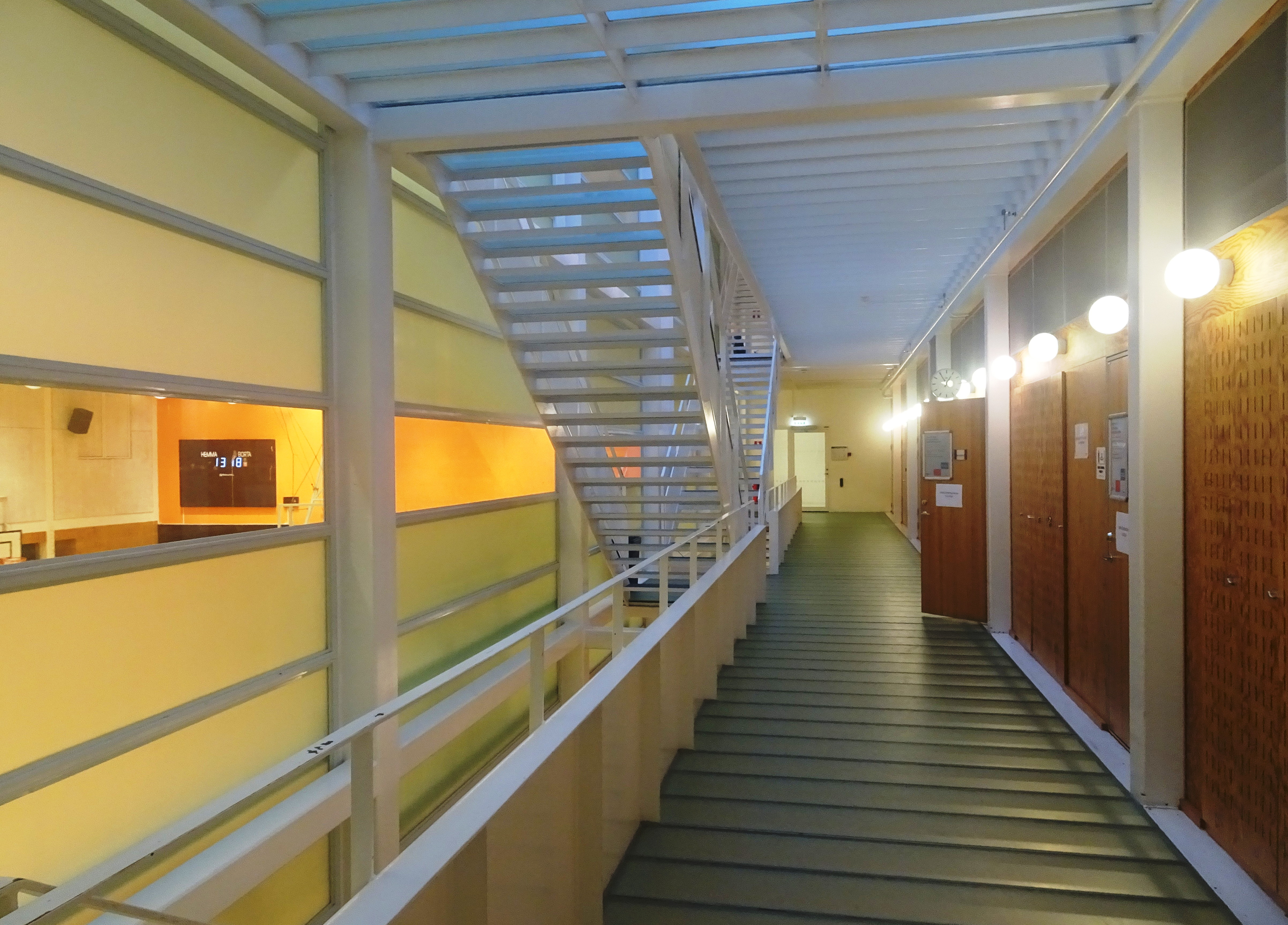
Huvudtrappan
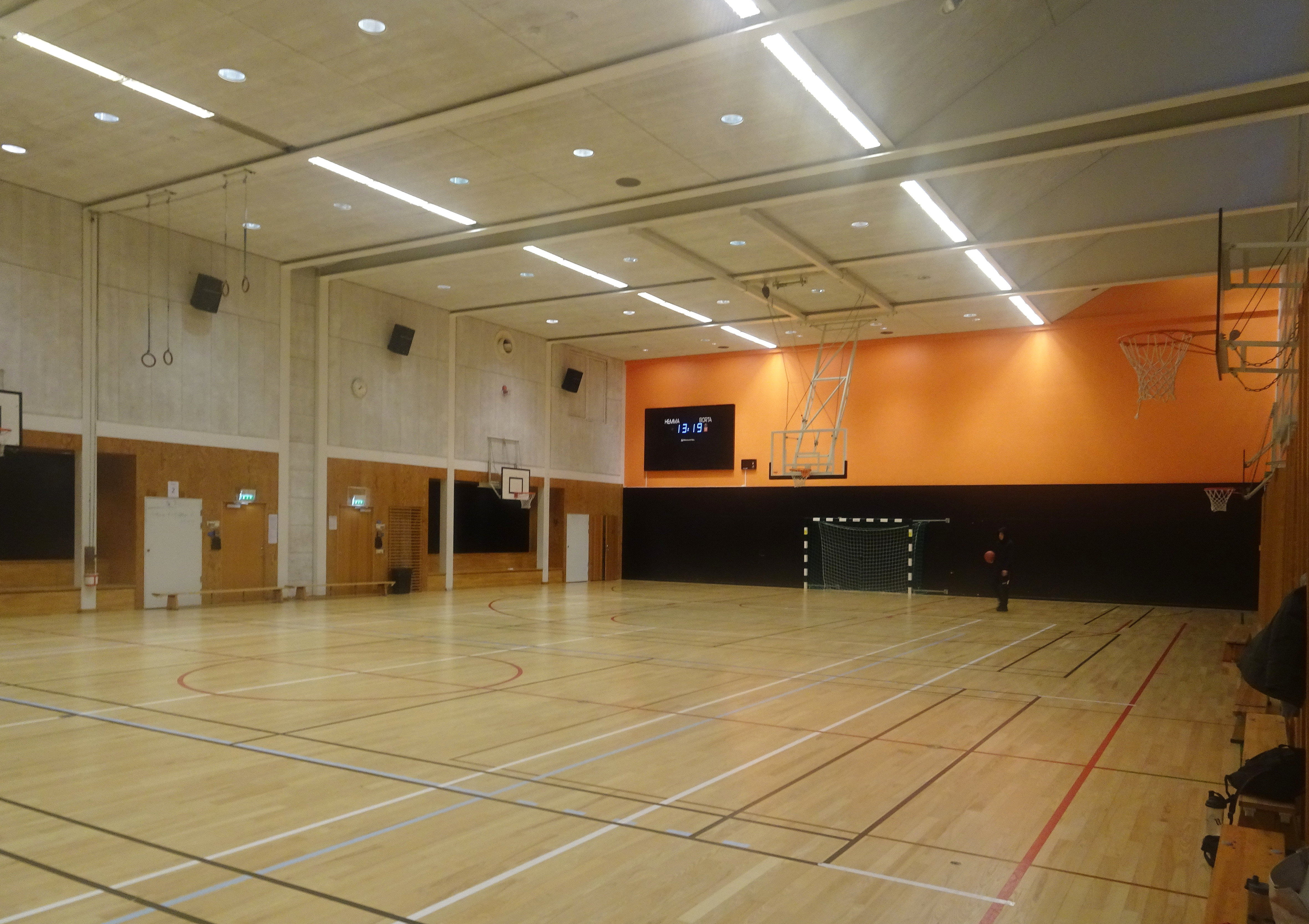
Stora hallen
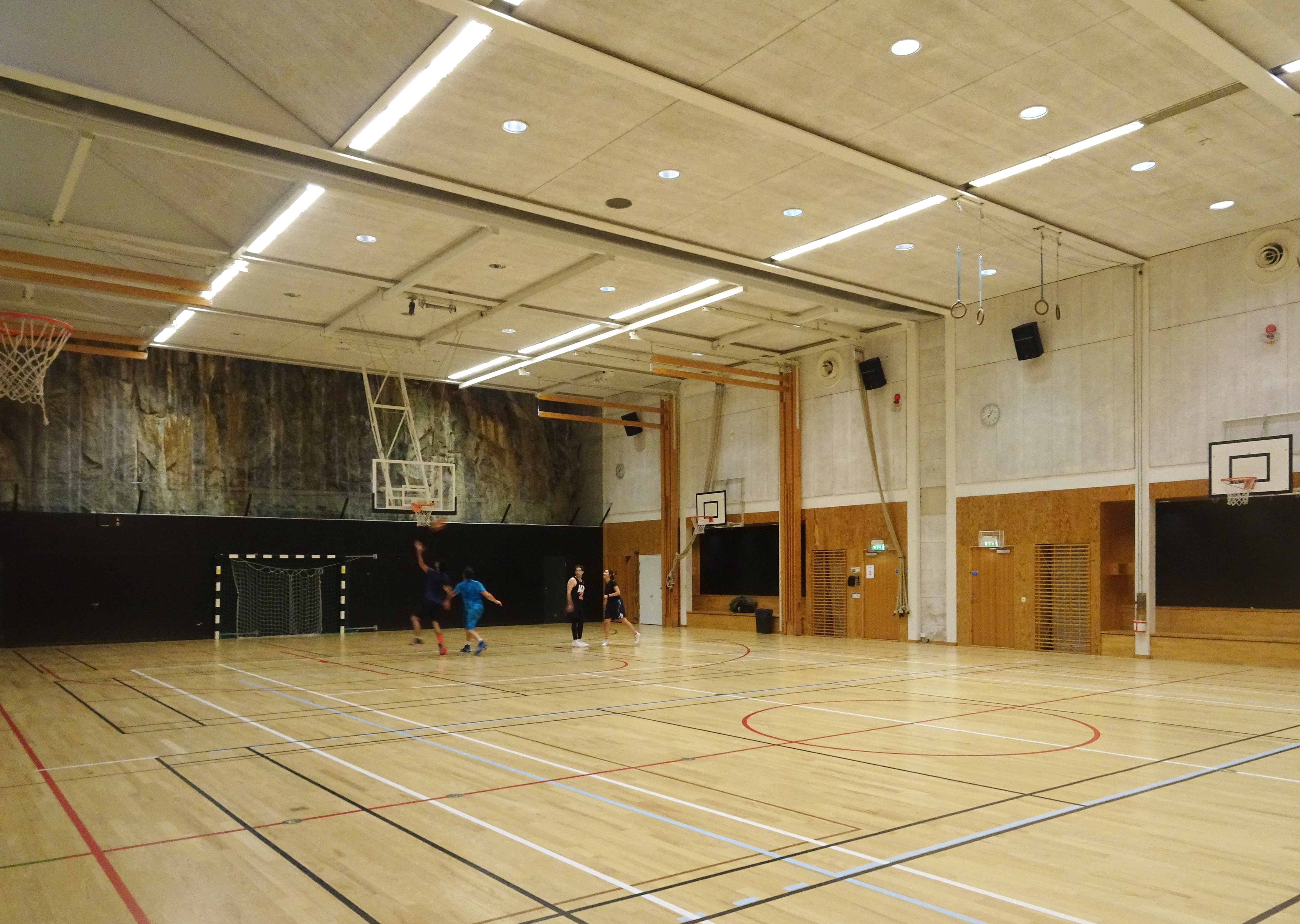
Stora hallen